# Montserrat Maspons i Bigas
Montserrat Maspons i Bigas (Guayaquil, 13 de gener de 1921 - Guayaquil, 2 de juliol de 2016) fou una promotora cultural catalana.
Els seus pares eren originaris de Granollers i es quedà òrfena de mare amb sis mesos. Estudià a Barcelona i es casà el 1944. El 1950 va tornar uns anys a Granollers fins que finalment es va establir a l'Equador, on es dedicà a la terrisseria. El 1959, quan era Secretària de l'Institut de Cultura Hispànica de Guayaquil, va presentar una versió "equatorianitzada" d'Els Pastorets, fins que l'Institut va plegar.
Fou la presidenta vitalícia del Casal Català de Guayaquil, que va contribuir a fundar l'any 1983 i del qual ha estat directiva. Des de l'Equador ha treballat per enfortir els vincles entre Catalunya i l'Amèrica Llatina. El Govern de Catalunya li concedí la Creu de Sant Jordi el 2013.
El 1989 l'Institut de Projecció Exterior de la Cultura Catalana (IPECC) li va concedir el premi "Josep Maria Batista i Roca - Memorial Enric Garriga Trullols".